# Effet de paire inerte
En chimie inorganique, l'effet de paire inerte désigne la tendance des électrons dans l'orbitale s extérieure de demeurer non-ionisés et non-partagés aux composés des métaux du bloc p du tableau périodique. Ce terme, proposé par Nevil Sidgwick en 1927, est souvent employé pour décrire la stabilité des états d'oxydation égaux à la valence du groupe moins deux, aux éléments plus lourds des groupes 13, 14, 15 et 16.

## Description
Comme exemple au groupe 13, l'état d'oxydation le plus stable du thallium est l'état +1, et les composés du TlIII sont plutôt rares. La stabilité de l'état d'oxydation +1 augmente dans l'ordre :
AlI < GaI < InI < TlI.
La même tendance de stabilité est observée aux groupes 14, 15 et 16. Les plus lourds membres de ces groupes, le plomb, le bismuth et le polonium, sont assez stables aux états d'oxydation +2, +3, et +4 respectivement.
L'état d'oxydation inférieur dans chacun des éléments en question possède deux électrons à l'orbitale s extérieure. Une explication simpliste de l'effet serait alors que les électrons de valence à l'orbitale s sont plus étroitement liés et d'énergie plus basse que les électrons de valence aux orbitales p, de sorte que les électrons à l'orbitale s sont moins susceptibles de former des liaisons. Cependant cette explication n'est pas appuyée par les valeurs des énergies d'ionisation des deux électrons à l'orbitale s, qui augmentent dans l'ordre
In < Al < Tl < Ga  (pour le groupe 13).
| EI        | Bore   | Aluminium | Gallium | Indium | Thallium |
| --------- | ------ | --------- | ------- | ------ | -------- |
| 1re       | 800,6  | 577,5     | 578,8   | 558,3  | 589,4    |
| 2e        | 2427,1 | 1816,7    | 1979,3  | 1820,6 | 1971     |
| 3e        | 3659,7 | 2744,8    | 2963    | 2704   | 2878     |
| (2e + 3e) | 6086,8 | 4561,5    | 4942,3  | 4524,6 | 4849     |

La somme des 2e et 3e énergies d'ionisation du gallium est plus elevée que celle de l'aluminium à cause de la contraction des atomes qui suivent les éléments du bloc d (ou métaux de transition). La différence entre le thallium et l'indium est attribué aux effets relativistes sur les niveaux d'énergie.
Un facteur important c'est que les composés à l'état d'oxydation inférieur sont ioniques, tandis que les composés à l'état d'oxydation supérieur ont tendance à être covalents. Alors il faut tenir compte de l'effet de la covalence. En effet Drago a proposé en 1958 une explication alternative de l'effet de paire inerte. Il a attribué l'effet aux enthalpies de liaison M-X faibles pour les éléments lourds du bloc p, ainsi qu'au fait que l'oxydation d'un élément à un état supérieur d'oxydation exige davantage d'énergie. Cette énergie additionnelle doit être fournie par la formation des liaisons ioniques ou covalentes. Alors si les liaisons à un élément particulier est faible, l'état d'oxydation supérieur pourrait être inaccessible. D'autres recherches sur les effets relativistes appuient cette conclusion. En conséquence on a suggéré que le nom effet de paire inerte soit considéré comme description plutôt que comme explication.

## Activité stérique du doublet non liant
L'inertie chimique des électrons s à l'état d'oxydation inférieur n'est pas toujours accompagnée par une absence d'activité stérique ou d'effet sur la géométrie de la molécule ou du cristal. Un exemple simple de l'activité stérique serait le SnCl2 qui possède une géométrie coudée (angulaire) en état gazeux, en accord avec la théorie VSEPR pour une molécule AX2E1. Des exemples avec un doublet non liant stériquement inactif sont l'iodure de bismuth(III), BiI3, et l'anion BiI63−. Aux deux cas l'atome centrale possède la coordinence octaédrique avec peu de distorsion, en désaccord avec la théorie VSEPR.
L'activité stérique du doublet non liant est attribué depuis longtemps au caractère partiel p de l'orbitale qu'il occupe, c'est-à-dire au fait que cette orbitale n'a pas de symétrie sphérique. La recherche théorique récente démontre que ceci n'est pas toujours vrai. Par exemple la structure litharge du PbO est différente de la structure NaCl symétrique et simple du PbS, ce qui s'explique comme conséquence des interactions entre les PbII et les anions en PbO qui donnent lieu à une asymétrie de la densité électronique. De telles interactions ne se font pas au PbS. Un autre exemple serait des sels du thallium(I) dont l'asymétrie est attribuée à l'interaction entre les électrons s du Tl et les orbitales antiliantes.

## Échec de la théorie
À l'époque où il fut proposé, une justification pour décrire cet effet était l'absence des composés connus des éléments du groupe 13 dans l'état d'oxydation intermédiaire +2. Ceci n'est plus vrai depuis la découverte de certains complexes de Ga(II) et In(II), tels que les halogénures de formule [M2X6]2−,. Ces ions complexes sont stabilisés par la formation d'une liaison covalente M–M. Il s'ensuit que l'instabilité des complexes simples des ions tels que Ga2+ est due aux facteurs cinétiques, à savoir que l'ion Ga2+ possède un électron non-apparié et se comporte comme  radical libre, étant rapidement détruit par réaction avec un autre radical libre. Drago (voir ci-dessus) avait raison alors; ces composés sont thermostables à cause de la formation d'une liaison covalente entre les ions de gallium.